# Zamarada densisparsa
Zamarada densisparsa là một loài bướm đêm trong họ Geometridae.